# الرارابة
تقع قرية الرارابة على الضفة الغربية للنيل الأزرق في منتصف المسافة بين مدينتي سنار وسنجة، منطقة زراعية (زراعة مطرية ومروية واطيان -جزيرة - سكانها مجموعة قبائل متنوعة كونت مزيج ثقافي اجتماعي ممتد من طيبة السودانيين السمحة.".
تعتبر الرارابة من أعرق القرى في الولاية, ولها تاريخ يمتد لقرون. ومن القبائل التي تقيم بالقرية هي قبائل المعاليا، البرتي، الجوامعه وقليلا من قبيلة التاما والهوسا. وهذا التنوع القبلي ما يميزها عن نظيراتها من القرى الأخرى. مدرسة الرارابة الابتدائية المختلطة تعد من المدارس العريقة في المنطقة حيث خرجت كوكبة نيرة من الشباب الذين يسهمون الآن في مجالات المجتمع المختلفة.